# نادية صادق العلي

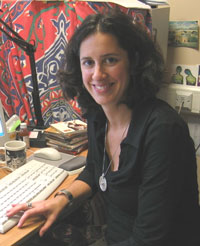
نادية العلي

نادية صادق العلي كاتبة أكاديمية وأستاذة جامعية عراقية ولدت عام 1966 في ألمانيا لأب عراقي وأم ألمانية، ونشأت وتلقت دراستها الأولية في ألمانيا ثم عاشت بضع سنوات في مصر قبل أن تستقر في بريطانيا، وهي تعمل حالياً أستاذة محاضرة في علم الإنسان الاجتماعي في مدرسة الدراسات الشرقية والإفريقية (SOAS) وهي كلية تابعة لجامعة لندن، وكذلك هي تشغل منصب رئيسة مؤسسة دراسات الشرق الأوسط النسوية، وأيضا هي عضو في دورية The Feminist Review Collective.
حصلت ناديا العلي على شهادة البكالوريوس من جامعة آريزونا في الولايات المتحدة الأمريكية, وشهادة الماجستير من جامعة القاهرة ثم شهادة الدكتوراه في عام 1998.
ومن أشهر كتبها النساء العراقيات: وهي عبارة عن مجموعة روايات غير مروية من عام 1948 حتى اليوم. ونشر الكتاب المؤلف من 292 صفحة، دار «زيد بوكس» في وفي, وقد تُرجِم الكتاب إلى اللغتين التركية والأسبانية, ولكنه لم يترجم حتى الآن إلى اللغة العربية.
وناديا العلي ناشطة سياسية وكانت قد أسست الجمعية العراقية البريطانية «لنتحرك معا» وهي حركة نسوية من أجل العراق Act togehter: Women´s Actions for Iraq. كما أنها أيضا عضو في جماعة من منظمة نساء بالسواد، والتي هي عبارة عن شبكة عالمية للنساء اللاتي ينشطن ضد الحرب وضد العنف.
وتلقي نادية في العديد من كتبها الضوء على حياة المرأة العراقية ونضالها المستمر بعد غزو العراق عام 2003.

## قائمة بيبليوغرافية لكتبها
- النساء العراقيات: روايات غير مروية من عام 1948 حتى اليوم، صدر في عام 2007
- مقاربات جديدة للهجرة. صدر في عام 2002
- العلمانية والدولة في الشرق الأوسط: الحركة النسوية المصرية. صدر في عام 2000
- أي نوع من الحرية؟ النساء العراقيات واحتلال العراق (بالاشتراك مع نيكولا برات) صدر في عام 2009

## اقتباسات
".وإني شخصيا أشعر بقربي الشديد من الشيزوفرينيا التي يبدو أن ما بعد الحداثة تستدعيها، وتسحرني خاصة أفكارها عن تعدد الأصوات واختلافها والتشتت والتشظي والشعور بالفقدان، كما فرض عليّ انحداري الثقافي أن أرى الأشياء من زوايا مختلفة، وهذا ما جعلني لا أطمئن إلى الحقائق المطلقة. وما يستهويني في ما بعد الحداثة - قبولها بالتشظي والفوضى والتفتت - يشكل لي في الوقت ذاته معضلة كبيرة. فمما لا شك فيه أن تأكيد ما بعد الحداثة على التعددية يشكل جذبا خاصة لأولئك الذين يشكون (بالحقيقة).

## وصلات خارجية
- نادية صادق العلي على موقع أرشيف الشارخ.

- Nadje Sadig Al-Ali
http://www.amanjordan.org/a-news/wmview.php?ArtID=13025
http://www.ofouq.com/today/modules.php?name=News&file=article&sid=1915